# Sociedad Deportiva Erandio Club
Maillots
La Sociedad Deportiva Erandio Club est un club de football espagnol basé à Erandio.

## Histoire
Le club évolue pendant deux saisons en Segunda Division (D2) : lors de la saison 1939-1940, puis lors de la saison 1949-1950. Il évolue également pendant quatre saisons en Segunda Division B (D3), de 1981 à 1985.